# Horst Arzt
Horst Arzt (* 1. November 1941) ist ein deutscher Schriftsetzer, Kommunalpolitiker und Fußballfunktionär.
Er gründete das Druck- und Medienzentrum Gerlingen. 1976 legte Arzt dem VfB Stuttgart ein Konzept für eine Stadionzeitung vor, für deren Druck seine Druckerei von da an verantwortlich wurde. Horst Arzt trat 1977 dem VfB Stuttgart als Mitglied bei. 1986 wurde Arzt als Mitglied der Fraktion der Freien Wähler erstmals in den Gemeinderat von Gerlingen gewählt. Er wurde 2006 Mitglied im Ehrenrat des VfB Stuttgart. Arzt wurde zum Ehrenbürger von Gerlingens Partnerstadt Tata ernannt. Wegen seiner Verdienste um die deutsch-ungarischen Beziehungen überreichte der ungarische Botschafter Sándor Peisch Horst Arzt den Ungarischen Verdienstorden in der Ausführung des Ritterkreuzes. 2013 wurde er mit dem Bundesverdienstkreuz am Bande ausgezeichnet. 2014 erhielt er die Martinus-Medaille der Diözese Rottenburg-Stuttgart. 2023 wurde ihm die Ehrenmitgliedschaft des VfB Stuttgart verliehen.